# クラウス＝ディートリッヒ・フラーデ
クラウス＝ディートリッヒ・フラーデ（Klaus-Dietrich Flade、1952年8月23日 - ）はドイツの軍人、宇宙飛行士。ドイツ航空宇宙センター所属。

## 経歴
Budesheimで生まれ、1976年から1980年までミュンヘン軍事大学で航空工学を学んだ後、ドイツ空軍に入隊してパイロットになった。1988年から1989年までテストパイロットの訓練を受け、ミール92のためのドイツ人宇宙飛行士のチームに選ばれた。
2年間の訓練を経て、1992年3月のソユーズTM-14で初の宇宙飛行をした。宇宙飛行後はドイツ空軍に戻り、現在はエアバス社でテストパイロットとして働いている。